# 成木 (青梅市)
成木（なりき）とは、東京都青梅市にある地名。現行行政地名は成木一丁目から成木八丁目。郵便番号は198-0001。青梅市の中では最も面積が広い。

## 概要
市域北部に位置し、青梅市の小曾木、富岡などと隣接、埼玉県飯能市にも接する。

## 地理
高水三山や埼玉県との県境の山並みに囲まれ、成木川や北小曾木川に沿って道路や集落が形成されている。

## 歴史
かつては林業として栄え、江戸城の築城にも使われた。青梅街道はここと江戸都心方面を結ぶために作られた道路であり、四谷新宿の甲州街道から別れる形で作られた。青梅街道の別名が成木往還なのもこのことからであり、現在、青梅市東青梅から当地に至る東京都道には成木街道という道路通称がある。黒沢との境にある吹上トンネルが東京都内最古のトンネルであるのはこのことも要因の1つである。
「成木村の歴史」を参照。

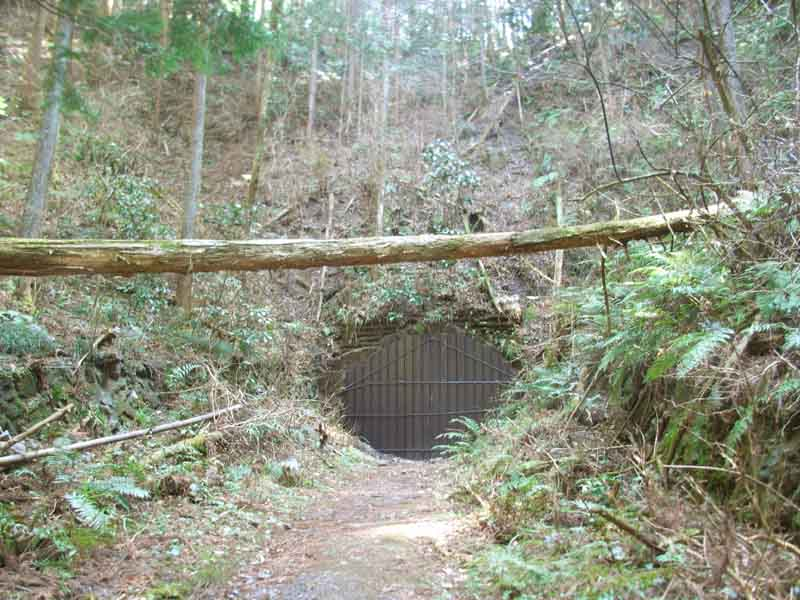
古吹上トンネル成木側坑口

- 1889年（明治22年）4月1日 - 町村制施行により、上成木村上分、上成木村下分、下成木村上分、下成木村下分、北小曽木村が合併し神奈川県西多摩郡成木村が成立する。各村はそれぞれ大字上成木上分、上成木下分、下成木上分、下成木下分、北小曽木となる。
- 1893年（明治26年）4月1日 - 西多摩郡が南多摩郡、北多摩郡とともに東京府へ編入する。
- 1943年（昭和18年）7月1日 - 東京都制施行。
- 1955年（昭和30年）4月1日 - 吉野村、三田村、小曽木村とともに青梅市へ編入され、消滅。それぞれの大字は成木地区に属する。
- 1967年（昭和42年）12月 - 成木地区に新町区域指定、町名変更実施[6]。各大字は以下の通り。
  - 上成木上分 - 成木六丁目・七丁目
  - 上成木下分 - 成木三丁目・四丁目・五丁目
  - 下成木上分 - 成木二丁目
  - 下成木下分 - 成木一丁目
  - 北小曽木 - 成木八丁目
- 1996年（平成8年）4月1日 - 青梅市立第八小学校、第九小学校、第十小学校を統合し、青梅市立成木小学校誕生。

## 世帯数と人口
2021年（令和3年）3月1日現在の世帯数と人口は以下の通りである。
| 町丁       | 世帯数  | 人口    |
| ---------- | ------- | ------- |
| 成木一丁目 | 206世帯 | 373人   |
| 成木二丁目 | 217世帯 | 373人   |
| 成木三丁目 | 101世帯 | 219人   |
| 成木四丁目 | 58世帯  | 100人   |
| 成木五丁目 | 80世帯  | 139人   |
| 成木六丁目 | 36世帯  | 77人    |
| 成木七丁目 | 64世帯  | 136人   |
| 成木八丁目 | 89世帯  | 178人   |
| 計         | 851世帯 | 1,595人 |

## 小・中学校の学区
市立小・中学校に通う場合、学区は以下の通りとなる。
| 町丁       | 番地 | 小学校             | 中学校             |
| ---------- | ---- | ------------------ | ------------------ |
| 成木一丁目 | 全域 | 青梅市立成木小学校 | 青梅市立第七中学校 |
| 成木二丁目 | 全域 | 青梅市立成木小学校 | 青梅市立第七中学校 |
| 成木三丁目 | 全域 | 青梅市立成木小学校 | 青梅市立第七中学校 |
| 成木四丁目 | 全域 | 青梅市立成木小学校 | 青梅市立第七中学校 |
| 成木五丁目 | 全域 | 青梅市立成木小学校 | 青梅市立第七中学校 |
| 成木六丁目 | 全域 | 青梅市立成木小学校 | 青梅市立第七中学校 |
| 成木七丁目 | 全域 | 青梅市立成木小学校 | 青梅市立第七中学校 |
| 成木八丁目 | 全域 | 青梅市立成木小学校 | 青梅市立第七中学校 |

## 施設など
全域
- 青梅市消防団分団[8]
  - 第七分団 - 成木地区

成木一丁目
- 青梅成木台病院
- 西多摩医療圏地域拠点型認知症疾患医療センター
- 西東京病院 - 閉院
- 安楽寺
- 成木神社
- 蓮華庵

成木二丁目
- 友愛学園
- 成木二丁目児童遊園
- 八雲神社
- 紫雲院
- 大多摩霊園

成木三丁目
- 青梅警察署東成木駐在所
- 成木3丁目児童遊園
- 青梅市立成木小学校
- 成木熊野神社
- 山神神社
- 豊川稲荷
- 国蔵寺
- 長全寺
- 長蔵寺

成木四丁目
- 成木市民センター、成木図書館
- 成木長生病院
- 成木保育園
- 青梅市立第七中学校
- 八子谷神社
- 牛頭天王神社
- 高岩寺

成木五丁目
- 青梅警察署西成木駐在所
- 成木郵便局
- 成木5丁目児童遊園
- 成木診療所
- 慈福寺
- 柏木神社
- 八雲神社

成木六丁目
- 山王神社
- 慈眼院

成木七丁目
- 上成木ふれあいセンター（旧・青梅市立第九小学校。2013年3月31日をもって閉鎖）
- サイクルステーション成木の家[9] - 成木地区の材木を使用した憩いのための施設。
- 上成木神社
- 神明神社
- 八幡宮
- 高水山常福院
- 文殊堂
- 大聖院
- 延命寺

成木八丁目
- 北小曾木ふれあいセンター（旧・青梅市立第十小学校。2016年3月31日をもって閉鎖）
- 神明神社
- 愛宕神社
- 正澤寺
- 蜆沢院
- 大泉院

## 交通
- 東京都道53号青梅秩父線（成木街道）
- 東京都道221号原市場下成木線

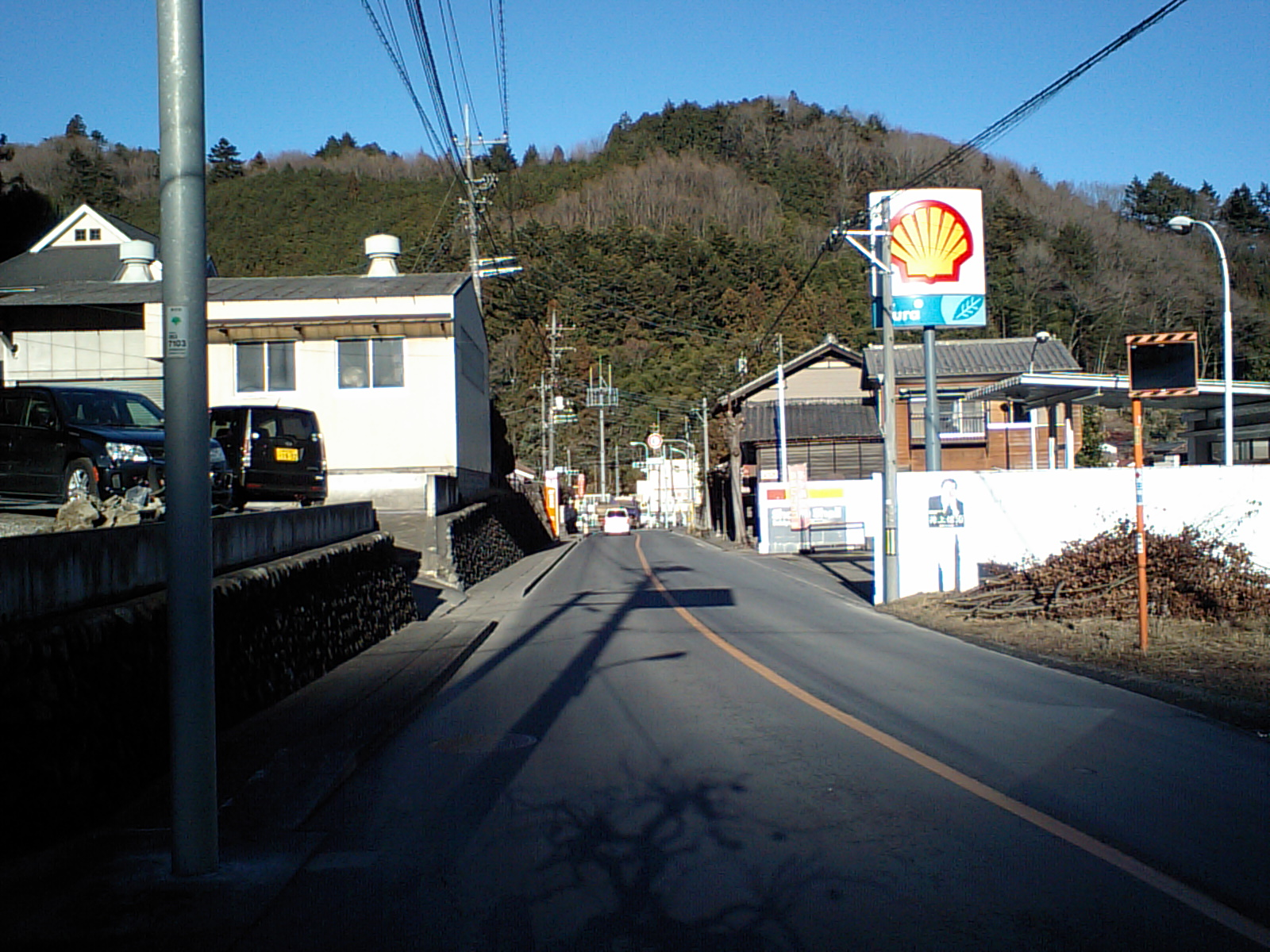
成木街道

都営バスと西武バス、飯能市コミュニティバスのバス路線があり、JR青梅線・青梅駅、西武池袋線・飯能駅へのアクセスも容易である。